# サラ・ストック
サラ・ストック（Sarah Stock、1979年3月4日 - ）は、カナダ・マニトバ州ウィニペグ出身の女子プロレスラー。メキシコ・CMLLなどで「ダーク・エンジェル（Dark Angel）」のリングネームで活動しており、スターダムにも参戦していた。
2009年、「Dark Angel」で名でデビューしたチリ出身の女子レスラー ステファニー・バッケルとは別人。

## 来歴
マニトバ大学まではキックボクシングを始め、サッカー、陸上競技、馬術などをこなすマルチアスリートであった。
卒業後、地元でトレーニングを重ね、2002年2月22日にノースウエスト準州でプロレスラーデビュー。
カナダ・米国を転戦し、2003年よりメキシコのモンテレイに移住。マスクウーマン（と言っても目の周りを覆うだけの黒いシンプルなマスク）のダーク・エンジェルとなる。女子団体のLLFで10月17日にシンプリー・ルーシャスを降しジュブニル王座を獲得。
11月28日、ROHでアリソン・デインジャーと対戦も敗れる。12月には当時WWE傘下だったOVWにも参戦
2004年4月2日、プリンセサ・スヘイとのマスカラ・コントラ・マスカラで敗れマスクを剥がされた。以来スヘイとはライバル関係にあり、両者の対戦では流血戦も辞さない。直後にAAAに移籍。

### CMLL
2004年のCMLL女子部再開を機に移籍。
2005年3月25日、プリンセサ・スヘイを倒しFILL女子王座を奪取。
9月9日、エリミネーションマッチを制して空位のCMLL世界女子王座挑戦権を獲得。16日の72周年大会でマルセラと争うが王座ならず。
2006年4月14日、アマポラとのマスカラ・コントラ・カベジェラに勝利してアマポラのマスク剥ぎに成功。
2009年9月26日、「ルチャリブレ・フェスタ」にてメキシコ遠征中の風香と初タッグ結成。スヘイ&闘牛・空相手に勝利を収める。
2010年9月17日、アメリカ遠征中の栗原あゆみ、マルセラとの「テクニカトリオ」でアマポラ、下田美馬、プリンセサ・ブランカと6人タッグ三本勝負で対戦。2-1勝利を挙げる。
CMLL主催ボディビルディング選手権でも2006年に優勝、2012年まで優勝7度を果たしている。
2015年8月26日、9月18日を以てCMLL退団が発表された。

### SHIMMER
2007年6月にSHIMMER初参戦。初代SHIMMER王座決定トーナメントに出場し、チアリーダー・メリッサ、ミスシェフといったSHIMMERのメインエベンターを撃破し、準決勝に進出するも、王者となるサラ・デル・レイに敗れる。
10月も続けて参戦し、デイジー・ヘイズにシングルで勝利した後、デル・レイの王座に挑むがまたしても敗れる。
2010年2月、SHIMMERに再登場し、ミスシェフの持つ王座に挑戦、しかし奪取ならず。翌日にはニコル・マヒューズに勝利。

### TNA
2009年4月21日、TNAダーク・マッチでオーサム・コングに勝利。
5月11日のTNA Todayにてリングネームがメキシコ人やラテン系を意識した「サリータ」に決まる。
7月16日、「Impact!」デビューを果たし、アリサ・フラッシュに勝利。
その後、テイラー・ワイルドと組み、TNAノックアウト・タックチーム初代王座決定トーナメントに出場。
PPV「ノー・サレンダー」内で行われた決勝に進出し、マディソン・レイン&ベルベット・スカイ組を降し王座を獲得。
11月15日のPPV「ターニングポイント」ではワイルド、TNA女子ノックアウト王者ODBと組み、レイン、スカイとレイシー・フォン・エリックの「ザ・ビューティフル・ピープル」を降した。
2010年1月4日のImpact!で浜田文子&オーサム・コング組に敗れTNA王座喪失。
7月1日、TNAでは初めてヒールターンしてワイルドに宣戦布告。8日、ワイルドと初シングルでピンフォールを奪い、15日に今度ストリートファイトルールで対戦して連勝。
10月よりImpact!にてベルベット・スカイとの抗争に突入し、28日より2週連続で6人タッグとシングルで対戦。
2011年1月、TNAと2年契約を更新。

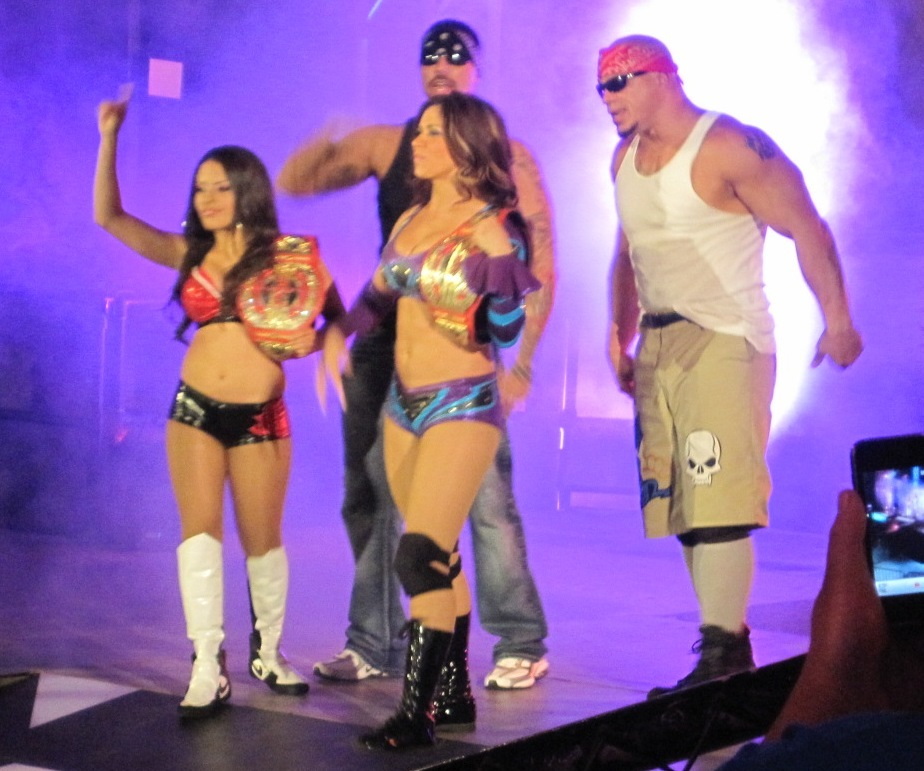
メキシカン・アメリカ

2月10日のImpact!でロシータが「サリータの従妹」ギミックでTNAデビューし、そのデビュー戦はマディソン・レイン、タラも加わっての8人タッグであり、勝利。翌週にはAAAからTNA復帰を果たしたヘルナンデスと結託。
3月13日のPPV「ビクトリーロード」にてロシータと組んでアンジェリーナ・ラブ&ウィンターが持つノックアウトタッグ王座に挑戦して奪取に成功。翌週のImpact!で3人のチーム名が「メキシカン・アメリカ（Mexican America）」と名づけられる。メキシカン・アメリカはラブ&ウィンター&マット・モーガンに6人タッグストリートファイトで対戦も敗れる。3月24日のImpact!でアナーキアが合流。翌週、ラブ&スカイ相手に初防衛、レイン&タラ相手に2度目の防衛にそれぞれ成功
7月12日のインパクト・レスリングで覆面を被りミス・テスメイカー&タラと対戦もタッグ王座陥落。8月7日のPPV「ハードコア・ジャスティス」と再戦も雪辱ならず。
10月16日、TNA最大のPPVイベント「バウンド・フォー・グローリー」のプレショーにてインク・インクのトキシンにマスクを剥がされてしまう。 翌月のターニングポイントでアナーキア&ヘルナンデスと組み、インク・インク（ジェシー・ニール&シャノン・ムーア&トキシン）とアナーキア&ヘルナンデスが持つTNA世界タッグチーム王座を懸けて6人タッグで対戦、トキシンからピンフォールを奪いベルトで殴った。2012年3月22日のインパクト・レスリングで、ロシータとともにエリック・ヤング&ODB相手にノックアウトタッグ王座奪還を試みるが、失敗。4月15日のPPV「ロックダウンにてスチール・ケージ・マッチでリマッチも返り討ちに遭う。その後アナーキアの退団とヘルナンデスのフェイスターンのためメキシカン・アメリカは解散、サリータもロシータとともにTNAに出なくなり、2013年1月にTNAとの契約満了となった。

### WWE
2015年4月13日、WWEパフォーマンスセンターに1週間限定トレーナーとして迎えられた。5月20日行われたNXT TakeOver: Unstoppableでは同じカナダ人であるタイラー・ブリーズの入場シーンに登場。

### 日本
2005年10月に初来日。きっかけはメキシコ修行に出ていたNOSAWAの目に留まり、メジャー女子プロレスAtoZのエージェントだったロッシー小川に写真とプロフィールを持ち込んだことであった。来日初戦は10日の格闘美新木場大会での対阿部幸江&華名戦（パートナーは吉田万里子）で、当時若手だった華名からキス・オブ・デスでフォールを奪った。日本では格闘美を中心に11月まで参戦した。
2009年2月22日、風香の自主興行「風香祭」で約3年ぶりの来日を果し、Rayをタイガードライバーで仕留める。
2010年4月にも来日して、ロッシー小川プロデュース「エストレージャ☆ジャパン」に参加。スヘイと三本勝負を戦い、勝利して復活したスカイ・ハイ・オブ・アルシオン（アルシオンに存在したタイトル）を寄贈された。風香引退興行となる「風香祭ファイナル」にもティグレFUKA（風香の覆面バージョン）とタッグを組む予定だったが、飛行機トラブルで来日が遅れたため不参加となり、Leonが代役となった。
2012年3月4日、紫雷イオ5周年記念興行参戦のため2年ぶりに来日し、イオとタッグを組んで高橋奈苗&脇澤美穂組と対戦。11日のスターダムにも初参戦を果たし、イオ&星輝ありさと組み、脇澤&松本浩代&須佐えりと6人タッグで対戦して須佐からレイネーラで勝利し、試合後には10周年セレモニーも行われた。
8月より開幕するスターダムのシングルリーグ戦「STARDOM 5★STAR GP2012」にもエントリー。リーグ戦は勝ち点6（3勝1敗）で最終戦を迎えるが、夏樹☆たいように敗れ決勝を逃す。
9月17日の新木場大会ではPLANETの助っ人としてイオと組み、松本&宝城カイリ全力女子タッグと対戦。
10月3日の青森大会でイオと組んで高橋&脇澤組と再戦も引き分け。
2013年3月、5ヶ月ぶりの来日を果たし、その初戦となった10日の高松大会にてイオ&愛川ゆず季と組み、夏樹&世IV虎&安川惡斗と6人タッグで対戦して勝利で飾った。
3月17日の新木場大会ではケリー・スケーターと組み、5チーム勝ち抜き戦の2試合目に登場して須佐えりからタイガードライバーでフォールするも、3試合目でケリーがイオに敗れ脱落。
3月24日の大阪大会では4月29日の両国国技館大会でアルファ・フィーメルが持つワールド・オブ・スターダム王座（赤いベルト）に挑戦する権利を懸けたトーナメントにエントリー、1回戦で松本浩代を倒し、決勝でパートナーのイオと対戦も敗れる。
4月29日両国大会では前王者愛川ゆず季が引退のため返上したワンダー・オブ・スターダム王座（白いベルト）を安川惡斗と争い、勝利して白いベルトを獲得した。
帰国直前の11月4日後楽園大会で惡斗に敗れ王座陥落。

## 得意技

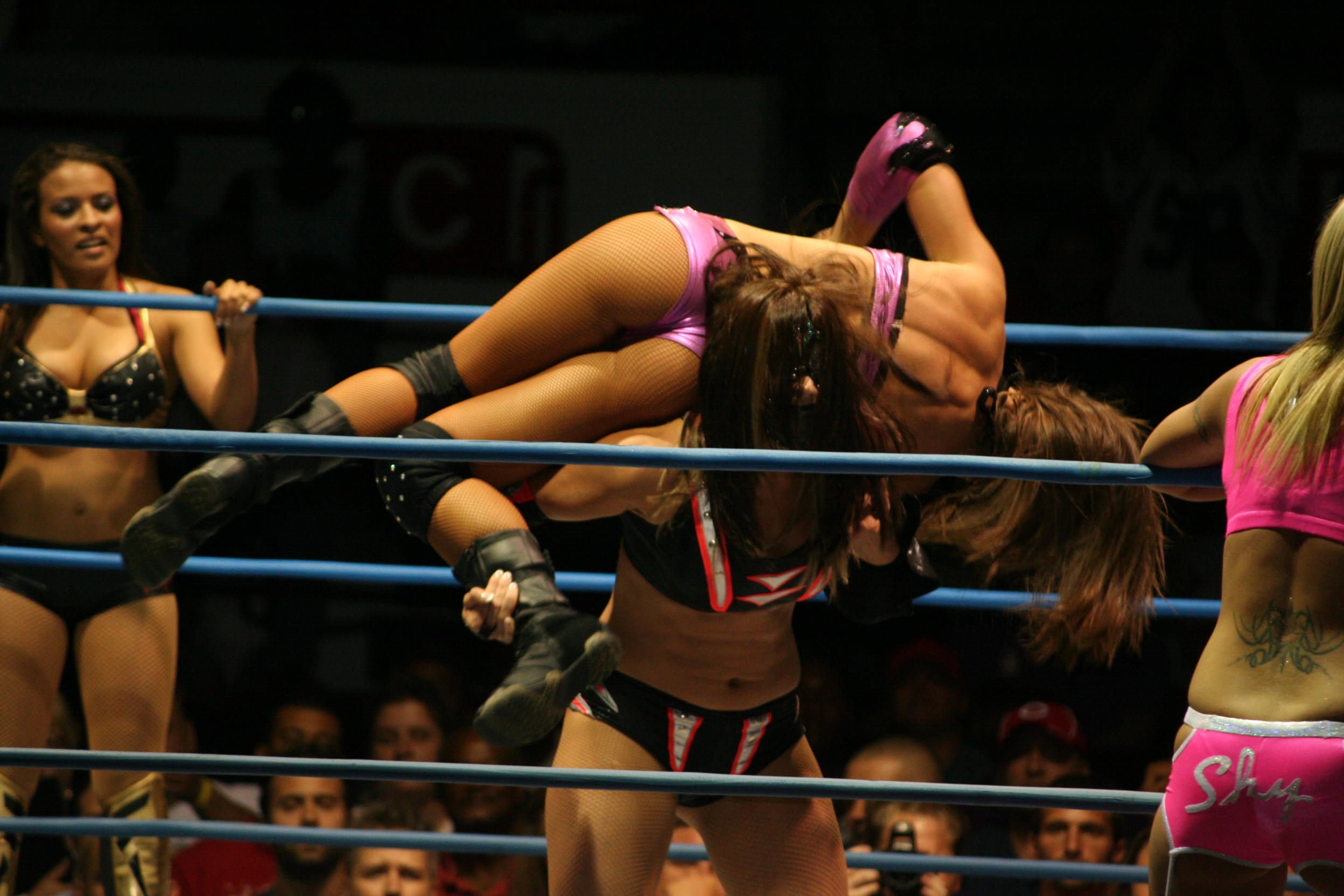
レイネーラ

- プランチャ・スイシーダ[4]
- スーパー・ラナ[4]
- ベリー・トゥー・ベリー・スープレックス[75]
- レイネーラ[76]
- ダブル・チキンウィング・アームロック[77]
- キャメルクラッチ[5]
- DDT[78]
- フジワラアームバー[5]

## タイトル歴
LLF
- LLFジュベニル王座[7]

Can-Amレスリング
- Can-Amレスリング女子王座[1]

FILL
- FILL女子王座[2][14]

TNA

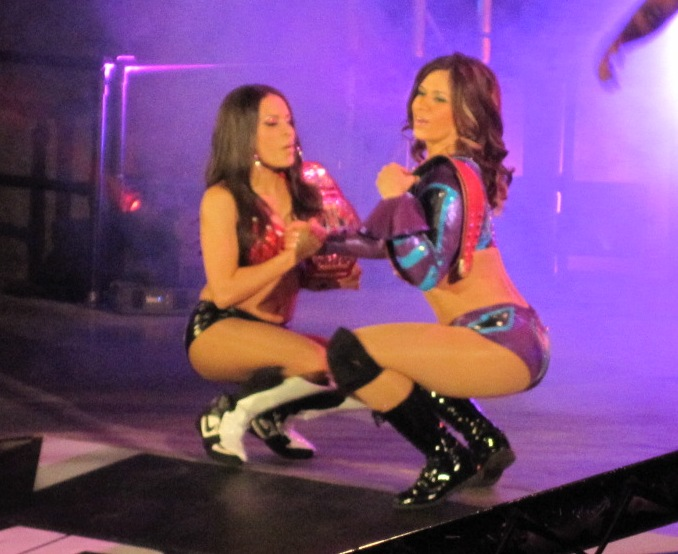
ロシータとTNAノックアウトタッグ王座獲得

- TNAノックアウト・タッグチーム王座（パートナーはテイラー・ワイルド→ロシータ）[1][29][41]

アルシオン
- スカイ・ハイ・オブ・アルシオン王座[63]

スターダム
- ワンダー・オブ・スターダム王座

その他
- ヌエボ・レオン州女子王座[2][5]

## その他
- 日本では「ロッシー小川が関わらないイベントやプロモーションには出場しない」と公言しており[65]、それまで来日時に参戦した興行は格闘美から現在のスターダムまですべて小川が関係しているものである。
- 毎試合リングコスチュームを変えており、初来日時には6着も持参していた[4]。
- ボディビル大会で優勝するために肉体を作り、HIROKAを「あたしにも出場するのか探りを入れてくるんですよ」と困らせるほどであった[4]。
- メキシコの専門誌「スペル・ルチャス」のバックアップを受けており、何度も表紙に起用されて特集本も発売された[27]。また、青年誌「H PARA HOMBRES」でセミヌードを公開した[4]。
- メキシコのみならず各国で高い人気を集めており、日本でも風香祭においてグッズ売り上げで風香に次ぐ記録を出した[9]。